# RPM (manager de pachete)
RPM (Red Hat Package Manager) este un sistem de management al pachetelor folositor pentru instalarea, dezinstalarea, verificarea, interogarea și actualizarea pachetelor de software de pe calculatoare. Orice pachet de software constă dintr-o arhivă de fișiere cu informații despre versiune și o descriere. Mai există si o librarie API, permițând dezvoltatorilor avansați să mențină tranzițiile dintre limbajele de programare C sau Python.
RPM este software liber, distribuit sub licență GNU GPL. RPM este o parte componentă a mai multor distribuții Linux, cum ar fi Red Hat Enterprise Linux, Fedora, SUSE Linux Enterprise, openSUSE, CentOS, Mandriva Linux. Este folosit si pe alte sisteme de operare și formatul RPM este parte a unui Linux standard.